# Adrian and Blissfield Rail Road
Die Adrian and Blissfield Rail Road (AAR-reporting mark: ADBF) ist eine amerikanische Rangier-Eisenbahngesellschaft in Michigan. Sitz des  Unternehmens ist Blissfield.
Die Gesellschaft übernahm am 14. Februar 1991 den Betrieb auf der 24 Kilometer langen früheren Erie-and-Kalamazoo-Railroad-Strecke von Adrian nach Riga auf. Die Strecke wurde nach dem Konkurs der Penn Central vom Staat erworben und wird an den jeweiligen Betriebsführer verpachtet. In Adrian besteht ein Übergang zur Norfolk Southern Railway und in Riga zur Indiana and Ohio Railway.
Seit dem 19. April 1991 werden zusätzlich Ausflugszüge unter der Bezeichnung „Murder Mystery Train“ angeboten. Daneben erfolgt auch der Betrieb auf den als Tochterunternehmen geführten Industrieanschlüssen Detroit Connecting Rail Road, Charlotte Southern Rail Road und der Lapeer Industrial Rail Road.
Wichtigste Transportgüter sind Getreide, Düngemittel, Schrott und Holz.
Die sieben Lokomotiven (sechs EMD GP 9, eine GE 65-ton) befördern jährlich rund 1000 Güterwagen.